# Pustec
Pustec (macedón Пустец / Pusztec; 2013 előtt Liqenas) falu Albánia délkeleti részén, Korça városától légvonalban 22, közúton 28 kilométerre északkeleti irányban, a Preszpa-tó délnyugati partján. Korça megyén belül Pustec község, illetve Pustec alközség székhelye. Az albániai macedón kisebbség fontos települése.

## Fekvése
Pustec a hármas albán–macedón–görög határon elterülő Preszpa-tó délnyugati öblének végpontján, a partvonaltól mintegy 200-250 méterre fekszik, a Thatë-hegység keleti előterében. A 853 méteres tengerszint feletti magasságú tó Pustechez közel eső szigete az 5 hektáros Maligrad (néha Mallo Grad), amelynek sziklatömbje 35 méterrel nyúlik a vízfelszín fölé. A településtől nyugatra halad el a Korçát a Zvezdai-hágón át a Preszpa-tó délnyugati partvidékével és Macedóniával  összekötő SH79-es főút. Pustecet napi egy buszjárat köti össze Korçával.

## Története
A terület az ókorban illír fennhatóság alatt állt, feltehetően a dasszaréták szállásterületéhez tartozott. A 860-as években I. Borisz bolgár kán foglalta el, és bolgár alattvalókat telepített le a Preszpa-tó vidékén. Az európai nagyhatalmak az albán állam határait meghatározó 1913-as firenzei egyezmény kiigazításaként 1925. január 27-én a Preszpa-tó partján fekvő, a görögök által megszállt tizennégy települést Albániának ítélték.
Pustec 2013 óta az albániai macedón kisebbség által lakott Pustec község székhelye. 1973-tól 2013-ig a falu albán neve Liqenas volt (a ’tó’ jelentésű albán liqen szóból), de már a kommunizmus évtizedeiben elismerték őket nemzetiségként, macedón tanítási nyelvű iskoláik és lapjaik voltak. Albánia egyik infrastrukturálisan legelmaradottabb, legelzártabb régiójának számított, amelynek lakói mezőgazdasággal és halászattal foglalkoztak.

## Nevezetességei

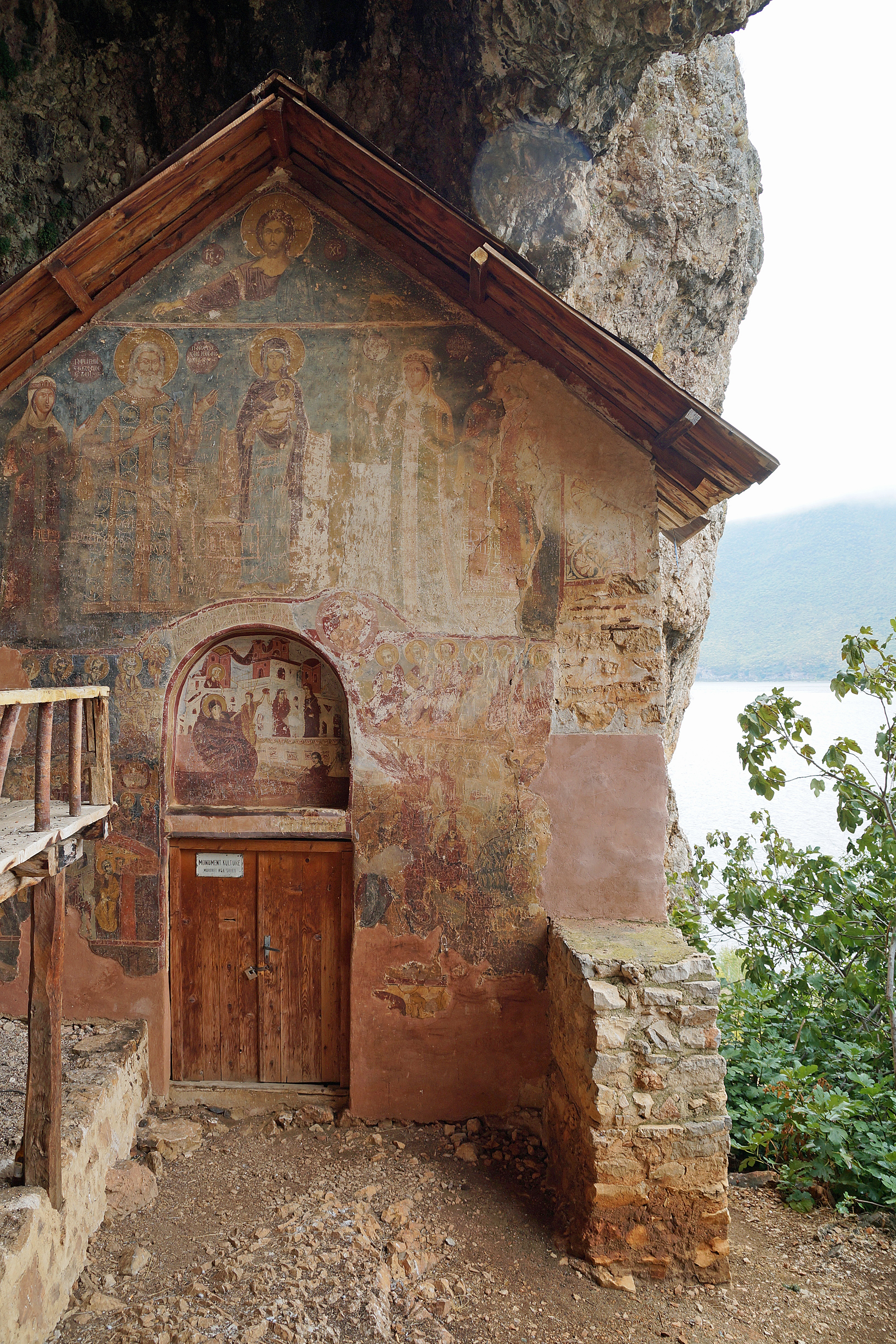
A Szűz Mária-templom Maligrad szigetén

A határ menti, macedónok lakta vidék egészen az ezredfordulóig fejletlen volt, de a 2000-es években megépült az SH79-es főút, majd főként német segítséggel megindultak a turisztikai fejlesztések. Bár Pustec a községszékhely, és kisebb szálláshelyek működnek a faluban, turisztikai szempontból a délebbre fekvő Zaroshka számít turisztikai központnak a Preszpa-tó albán oldalán.
Legfontosabb nevezetessége maga a tektonikus eredetű Preszpa-tó, amelynek víztükre 843 méteres tengerszint feletti magasságban fekszik, legnagyobb mélysége 55 méter. Ezek együttes hatásaként a tó vizének hőmérséklete még az Ohridi-tóénál is alacsonyabb, fürdésre alkalmas hely azonban nem található a tó albán oldalán, a part iszapos, vizében vízinövények burjánzanak. Elsősorban természeti értékeiért látogatnak ide a turisták, a tóparton kirándulóösvények, az itt fészkelő borzas gödény (Pelecanus crispus) és kis kárókatona (Phalacrocorax pygmeus) megfigyelésére alkalmas madárvárták találhatóak. A település a Preszpai Nemzeti Park területén fekszik.
A faluval szemközti, a parttól mintegy 2 kilométerre lévő Maligrad (macedón ’kis város’) szigetén található a 14. századi Szűz Mária-templom (Kisha e Shën Marisë). A szigetet alkotó szikla oldalában felépült templomot belül és kívül egyaránt korabeli freskók díszítik, amelyek az albán állampárt 1967-es ateista pusztításaitól is megmenekültek. A szigeten emellett egy másik templom romja is, valamint a Szűz Mária-barlang néven ismert remetelak is megtekinthető.